# السيرك (فلم 1928)
فيلم السيرك  (بالإنجليزية: The Circus) هو فيلم كوميدي تم إنتاجه في الولايات المتحدة وصدر في سنة 1928. الفيلم من إخراج وكتابة تشارلي تشابلن.

## بطولة
- تشارلي تشابلن

### ترشيحات وجوائز
| السنة | الحدث          | الفئة           | النتيجة  |
| ----- | -------------- | --------------- | -------- |
| 1929  | جائزة الأوسكار | جائزة خاصة      | فـــــوز |
| 1929  | جائزة الأوسكار | أفضل ممثل رئيسي | ترشـيـح  |
| 1929  | جائزة الأوسكار | أفضل مخرج       | ترشـيـح  |
| 1929  | جائزة الأوسكار | أفضل مؤلف       | ترشـيـح  |
| 1929  | جائزة الأوسكار | أفضل منتج       | ترشـيـح  |

## وصلات خارجية
- السيرك على موقع IMDb (الإنجليزية)
- السيرك على موقع ميتاكريتيك (الإنجليزية)
- السيرك على موقع الموسوعة البريطانية (الإنجليزية)
- السيرك على موقع روتن توميتوز (الإنجليزية)
- السيرك على موقع نتفليكس (الإنجليزية)
- السيرك على موقع ألو سيني (الفرنسية)
- السيرك على موقع Turner Classic Movies (الإنجليزية)
- السيرك على موقع أول موفي (الإنجليزية)
- السيرك على موقع فيلمافينيتي (الإسبانية)
- السيرك على موقع قاعدة بيانات الفيلم (الإنجليزية)

1. ↑  مذكور في: تفريغات بيانات Freebase. الناشر: جوجل.
2. 1 2  "قاعدة بيانات الأفلام على الإنترنت" (بالإنجليزية). Retrieved 2024-02-18.
3. ↑  Vance، Jeffrey (2003). Chaplin: Genius of the Cinema. Harry N. Abram. ص. 182–183. ISBN:0-8109-4532-0. مؤرشف من الأصل في 2020-04-18.
4. ↑  Ede, François (director); Kusturica, Emir; Chaplin, Charlie (2003). Chaplin Today: The Circus (DVD). France: Association Chaplin, France 5, MK2TV, Warner Bros.
5. ↑  "The Circus". فارايتي (مجلة). New York: Variety, Inc.: 16 11 يناير 1928.